# Autobahnkreuz Mönchengladbach
Das Autobahnkreuz Mönchengladbach, Kurzform Kreuz Mönchengladbach, ist ein Autobahnkreuz am nordwestlichen Rand des Mönchengladbacher Stadtgebiets. Es verknüpft die in Nord-Süd-Richtung verlaufende vierstreifige A 61 (Venlo–Koblenz–Hockenheim) mit der in Ost-West-Richtung verlaufenden vierstreifigen A 52 (Roermond–Düsseldorf). Auf der A 61 führt das Kreuz die Anschlussstellennummer 9 und auf der A 52 die Nummer 7.

## Verkehrsaufkommen
Das Kreuz wurde im Jahre 2015 täglich von rund 112.000 Fahrzeugen befahren.
| Von                   | Nach                  | Durchschnittliche tägliche Verkehrsstärke | Durchschnittliche tägliche Verkehrsstärke | Durchschnittliche tägliche Verkehrsstärke | Anteil Schwerlastverkehr | Anteil Schwerlastverkehr | Anteil Schwerlastverkehr |
| Von                   | Nach                  | 2005                                      | 2010                                      | 2015                                      | 2005                     | 2010                     | 2015                     |
| --------------------- | --------------------- | ----------------------------------------- | ----------------------------------------- | ----------------------------------------- | ------------------------ | ------------------------ | ------------------------ |
| AS Hardt (A 52)       | AK Mönchengladbach    | 39.400                                    | 39.800                                    | 40.500                                    | 06,5 %                   | 07,4 %                   | 07,9 %                   |
| AK Mönchengladbach    | AS MG-Nord (A 52)     | 76.500                                    | 64.200                                    | 66.000                                    | 09,4 %                   | 11,5 %                   | 10,2 %                   |
| AS Mackenstein (A 61) | AK Mönchengladbach    | 51.900                                    | 49.200                                    | 48.000                                    | 13,7 %                   | 13,6 %                   | 17,3 %                   |
| AK Mönchengladbach    | AS MG-Nordpark (A 61) | 71.000                                    | 57.200                                    | 68.700                                    | 19,7 %                   | 14,8 %                   | 12,8 %                   |

## Bauart, Umbau und Verkehrsströme
Ursprünglich wurde das Autobahnkreuz Mönchengladbach im 1971 als ein Kleeblatt mit einer „Windmühlenüberführung“ aus Fahrtrichtung Venlo nach Düsseldorf gebaut. 1989 wurde eine weitere Überführung nach dem Windmühlenprinzip eingezogen. Diese Baumaßnahme wurde aufgrund des Ausbaus der A 52 in Richtung Westen nach Roermond nötig, um das höhere Verkehrsaufkommen aus Richtung Koblenz aufzunehmen.

## Prinzipgleiche Straßenkreuzungen
In Deutschland sind die folgenden Autobahnkreuze nach dem gleichen Schema errichtet:
- Autobahnkreuz Bonn/Siegburg
- Autobahnkreuz Breitscheid
- Autobahnkreuz Herne
- Westkreuz Frankfurt